# Vallibierna
Pico de Vallibierna lub po prostu Vallibierna – szczyt w Pirenejach Środkowych. Leży w Hiszpanii, wraz z Tuca Culebras (3062 m) tworzy położony na południu masyw Madaleta.